# Psilocybe merdicola
Psilocybe merdicola är en svampart som beskrevs av Huijsman 1961. Psilocybe merdicola ingår i släktet slätskivlingar och familjen Strophariaceae.  Artens status i Sverige är: Ej påträffad. Inga underarter finns listade i Catalogue of Life.